# Électrophorèse sur gel

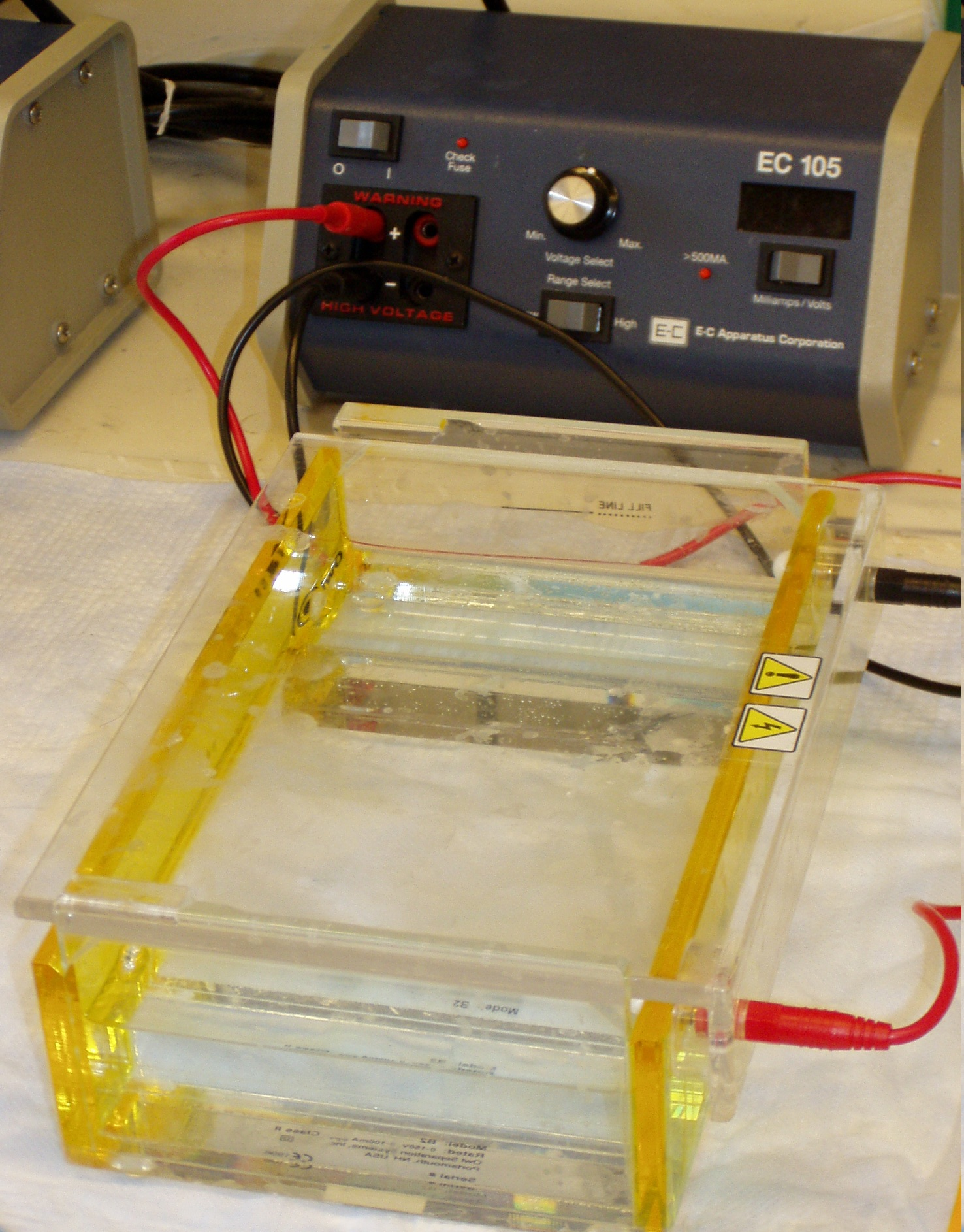
Appareil pour électrophorèse d'ADN en gel d'agarose. Le gel est horizontal baigne dans le tampon qui remplit la cuve. L'ADN est déposé dans des puits à une extrémité du gel. L'alimentation en arrière-plan fournit la tension électrique continue qui permet la migration des fragments d'ADN dans le gel.

L'électrophorèse sur gel est une variante de l'électrophorèse de zones. 
Très utilisée en biochimie ou en biologie moléculaire, cette technique d'électrophorèse permet de séparer des molécules en fonction de leur charge, de leur taille (appelée poids moléculaire) ou les deux à la fois en les faisant migrer à travers un gel par application d'un champ électrique. Le gel est rempli d'une phase aqueuse saline, le plus souvent tamponnée dont les ions jouent le rôle d'électrolyte et conduisent le courant. Les molécules analysées migrent dans le gel sous les effets conjugués de la force exercée par le champ électrique et des forces de friction exercées par la matrice du gel. 

## Typologie
Les principaux gels utilisés sont le gel d'agarose et le gel de polyacrylamide (PAGE).
Selon le nombre de niveaux de séparation, l'électrophorèse sur gel peut être unidimensionnelle ou bidimensionnelle.
L'électrophorèse peut se faire en conditions natives ou en conditions dénaturantes. Dans ce second cas, on parle d'électrophorèse sur gel en gradient dénaturant. Les conditions natives respectent la structure de la molécule alors que les conditions dénaturantes dénaturent les molécules grâce à l'ajout d'un agent dénaturant dans le tampon. 
En jouant sur les paramètres de l'électrophorèse sur gel, il est possible de travailler :
- à pH constant ou dans un gradient de pH (focalisation isoélectrique)
- dans un gradient de champ électrique (isotachophorèse (en)) ou par application alternative de deux champs électriques (électrophorèse sur gel en champ pulsé (en))[1].

## Applications
Cette technique peut être utilisée pour des buts analytiques ou préparatifs. Dans ce dernier cas, elle est surtout utilisée pour séparer des acides aminés, des protéines ou des acides nucléiques (ADN ou ARN).
| Molécule                                          | Principaux types de Gel   | Agent dénaturant dans le cas d'électrophorèse sur gel en gradient dénaturant                                                                                                |
| ------------------------------------------------- | ------------------------- | --- |
| Électrophorèse des protéines                      | Polyacrylamide            | Un tensioactif non ionique ou ionique comme le dodécylsulfate de sodium (SDS) : Électrophorèse sur gel de polyacrylamide en présence de dodécylsulfate de sodium (SDS-PAGE) |
| Électrophorèse sur gel des acides nucléiques (en) | Agarose ou polyacrylamide | Un agent chaotropique comme l'urée |